# 十時半睡事件帖
『十時半睡事件帖』（とときはんすいじけんちょう）は、白石一郎による時代小説の連作である。

## 概要
1974年刊行の『別冊小説宝石』初冬特別号への掲載から開始され、『小説宝石』『週刊小説』『IN POCKET』掲載や書き下ろしを続け、2003年まで書き継がれた人情時代小説で、版元は単行本前半は青樹社、後半は講談社である（講談社文庫で再刊）。
江戸時代後期の福岡藩で要職を勤め上げて一度は隠居した主人公、十時半睡（とときはんすい）が総目付という思いがけない出仕を命じられ、藩内で起こる様々な事件に対して、酸いも甘いも噛み分けた老成した人物らしく、時には厳しく、時には優しく、概ね淡々と対処する物語である。
登場人物は、主に半睡と同じ階級の馬廻り組という中級藩士であるが、下級藩士や足軽の悲哀や町人のたくましさが描かれることも多い。テーマは人情物が多いが、色気話や滑稽話、ほろ苦い話など落語を思わせる趣がある。太平の世の武士をサラリーマンに見立てた話が多いが、現代的な要素を採り入れながらも時代劇の壷はおさえるというベテランらしい作りとなっている。
なお、半睡とは隠居後の号であり、半分眠って過ごすという意味である。
1994年にNHK『金曜時代劇』でテレビドラマ化された（主演島田正吾）。

## 単行本
1. 庖丁ざむらい ISBN 978-4-7913-0115-7, 978-4-06-184098-0
2. 観音妖女 ISBN 978-4-7913-0342-7, 978-4-06-184348-6
3. 刀 ISBN 978-4-7913-0462-2, 978-4-06-184773-6
4. 犬を飼う武士 ISBN 978-4-06-205475-1, 978-4-06-185762-9
5. 出世長屋 ISBN 978-4-06-206665-5, 978-4-06-263332-1
6. おんな舟 ISBN 978-4-06-208932-6, 978-4-06-264971-1
7. 東海道をゆく ISBN 978-4-06-211191-1, 978-4-06-275321-0